# Arevalillo de Cega
Arevalillo de Cega ist eine Gemeinde (municipio) in der spanischen Provinz Segovia. Sie liegt im Süden der Autonomen Region Kastilien und León, an der Nordwestabdachung der Sierra de Guadarrama. Sie hat 18 Einwohner (Stand: 2024). 

## Geographie
Arevalillo de Cega liegt etwa 29 Kilometer nordwestlich vom Stadtzentrum von Segovia in einer Höhe von ca. 1045 m. 
Arevalillo de Cega befindet sich innerhalb der Zone des kontinentalen mediterranen Klimas.

## Bevölkerungsentwicklung
| Jahr      | 1970 | 1981 | 1991 | 2001 | 2011 | 2021 |
| Einwohner | 51   | 37   | 41   | 42   | 36   | 17   |

## Sehenswürdigkeiten

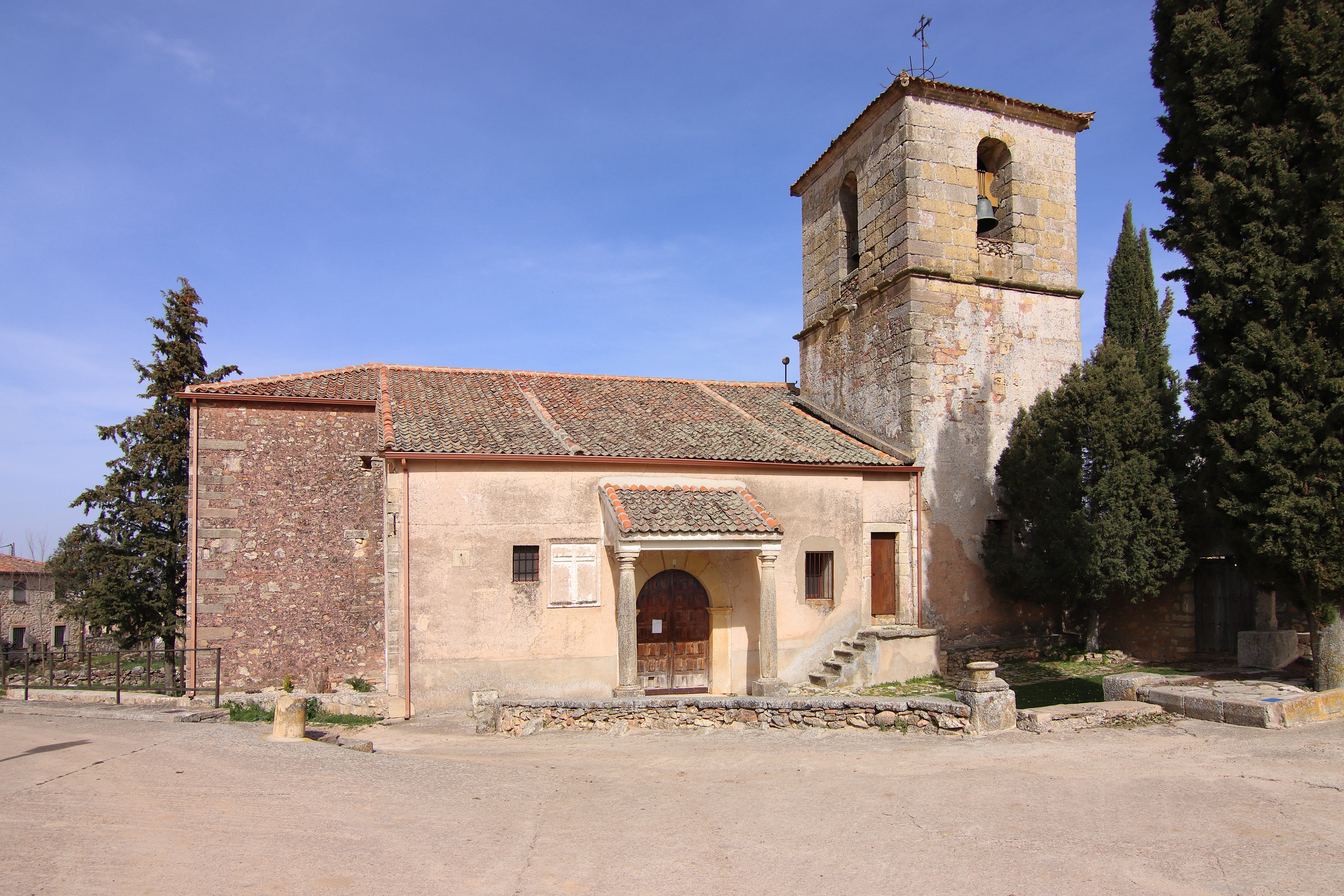
Mameskirche
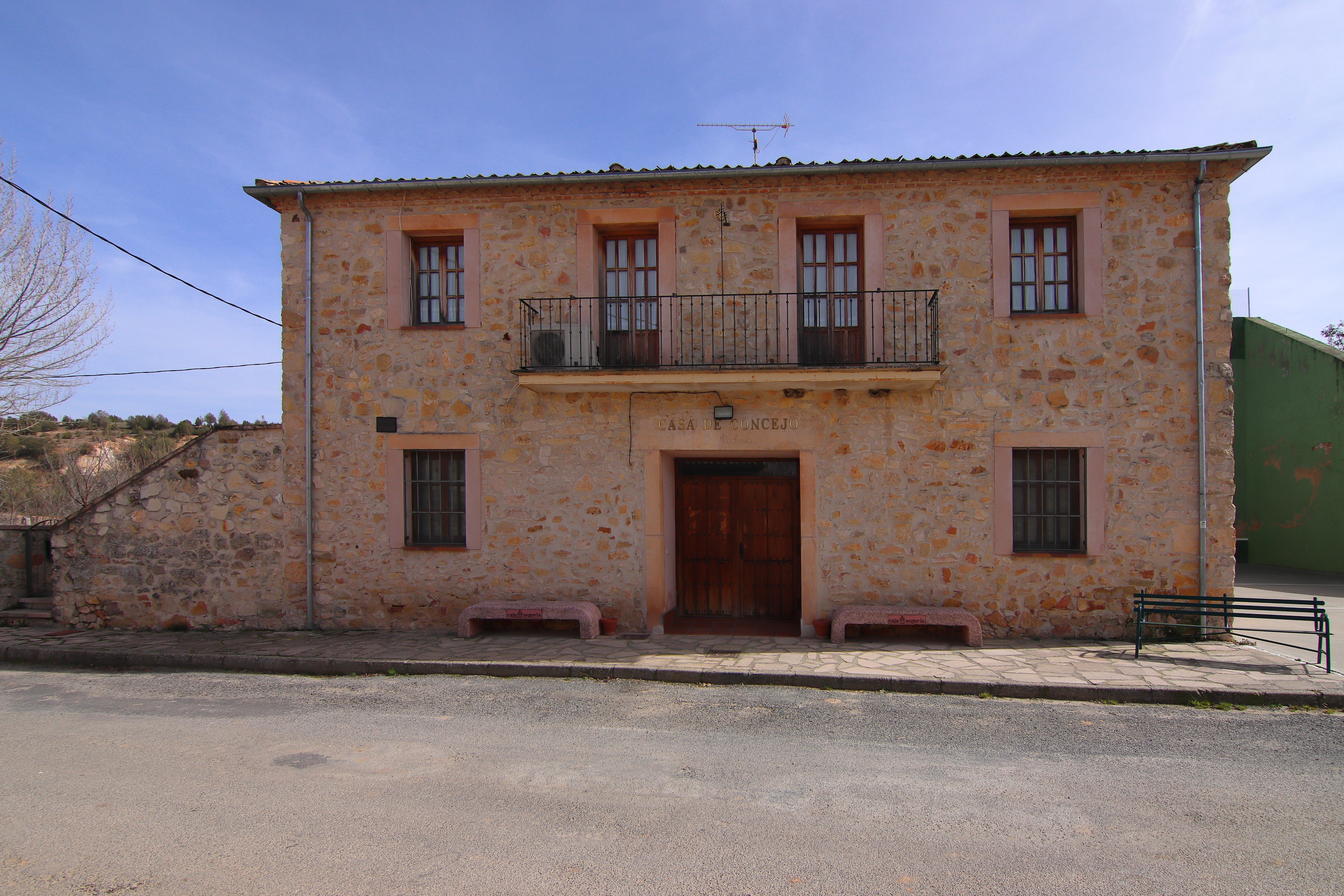
Rathaus

- Mameskirche
- Rathaus